# Access Point Name
Access Point Name (APN) – nazwa bądź adres bramy pomiędzy siecią komórkową operatora a zewnętrzną siecią komputerową, umożliwiającą m.in. routowanie pakietów między tymi sieciami.
Formalnie Access Point Name jest adresem IP (lub nazwą, która przez serwer DNS zostanie zamieniona na taki adres) elementu sieci szkieletowej nazywanego GGSN. Jedną z jego funkcjonalności jest routowanie pakietów pomiędzy siecią operatora a zewnętrzną siecią pakietową.
Konfiguracja przez użytkownika nazwy punktu dostępowego (APN) jest niezbędne dla korzystania z takich usług jak WAP lub GPRS.